# Nemegtosaurus
Nemegtosaurus is een monotypisch geslacht van uitgestorven herbivore sauropode dinosauriërs dat leefde in het Laat-Krijt.

## Vondst en naamgeving
Op 16 juni 1965 vond Maciej Kuczyński, deel van de Pools-Mongoolse Paleontologische Expeditie, op vindplaats numero 6 in de Nemegtwoestijn van Mongolië de schedel van een sauropode. De schedel zat in de wand van een kloof en kon niet meteen verwijderd worden wegens een één meter dikke toplaag van zandsteen. Een paar dagen later werd zwaarder materieel ingezet en na drie dagen was de schedel geborgen.
In 1971 benoemde en beschreef Aleksander Nowiński de typesoort Nemegtosaurus mongoliensis. De geslachtsnaam verwijst naar de Nemegt. De soortaanduiding verwijst naar de herkomst uit Mongolië.

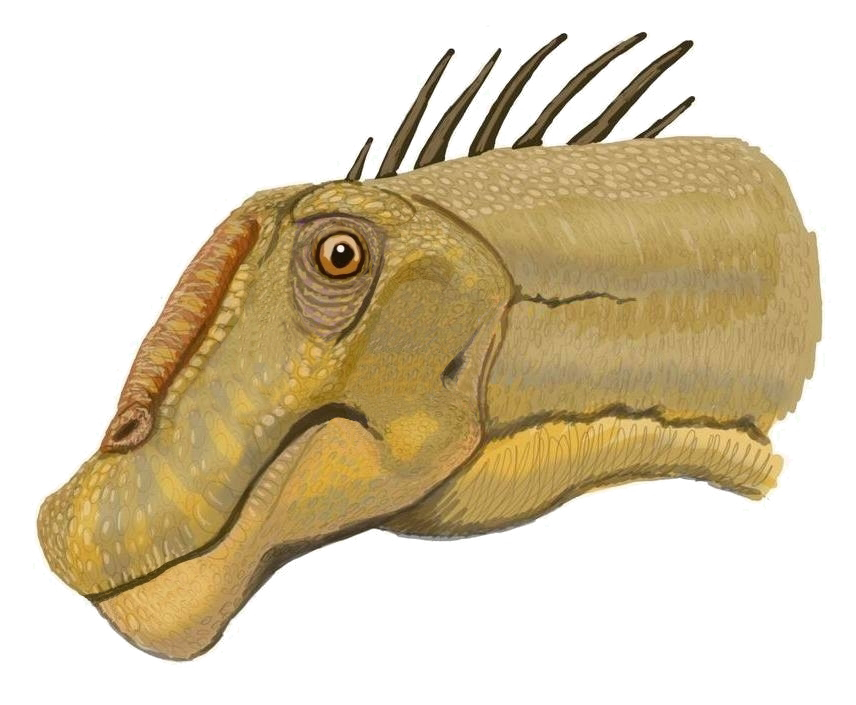
Van Nemegtosaurus is alleen de kop bekend

Het holotype ZPAL MgD-I/9 is gevonden in een laag van de Nemegtformatie die dateert uit het late Campanien, ongeveer tweeënzeventig miljoen jaar oud. Het bestaat uit de vrijwel volledige schedel met onderkaken. Slechts de neusbeenderen ontbreken. In 2000 werd een tweede schedel gemeld, specimen MPC-D100/402 in 1974 gevonden door Namsrai, die echter nog niet is beschreven. In 2005 beschreef Jeffrey Wilson de soort opnieuw.
In 2017 werd gemeld dat in 2016 de oorspronkelijke vindplaats was gelokaliseerd. Op deze positie werd nog een wervel en een achterpoot gevonden waarvan vermoed werd dat die tot het holotype behoorden.
In 1977 benoemde Dong Zhiming een tweede soort: Nemegtosaurus pachi gebaseerd op specimen IVPP V 4879, vier in 1966 gevonden tanden. Dit wordt tegenwoordig beschouwd als een nomen dubium.

## Beschrijving
Dit tot vijftien meter lange en tien ton zware dier had een langgerekte kop met kaken, die aan de voorkant bezet waren met lange, stiftvormige tanden, die geschikt waren voor het afbijten van bladeren en takken. De achterkant van de kaak was tandeloos. Het dier moest alle plantenmateriaal inslikken, zodat het in de maag vermalen en verteerd kon worden. Dit vermalen gebeurde door middel van de zogenaamde maagstenen. Om aan bladeren van hooggroeiende bomen te komen, kon het dier zich op zijn achterpoten oprichten, daarbij ondersteund door de staart.
Autapomorfieën, unieke afgeleide eigenschappen, omvatten een spoor op de achterrand van het squamosum en het omgeven zijn van de fenestra praeantorbitalis door een duidelijke uitholling.
Op het eerste gezicht lijkt de schedel van Nemegtosaurus sterk op die van de Diplodocoidea met een sterk afhangende snuit, een naar achteren hellend achterhoofd en hoog teruggetrokken neusgaten. De vooraan hoge onderkaak sluit bij de afhangende snuit aan. Van de tanden staan er vier in de praemaxilla, acht in het bovenkaaksbeen en dertien in het dentarium voor een totaal in de kop van vijftig. Er zijn echter ook afwijkingen van het diplodocoïde model. Het onderste slaapvenster is zeer smal. In het achterhoofd zijn de processus basipterygoidei niet extreem verlengd en evenmin sterk naar voren gericht. Er is geen extra schedelopening vóór de fenestra antorbitalis. Het traanbeen is bovenaan zeer lang. De onderkaak heeft een zeer lang dentarium. De dentaria zijn vooraan echter maar zwak met elkaar verbonden.

## Fylogenie
In de jaren zeventig werd algemeen aangenomen dat Nemegtosaurus tot de Dicraeosauridae of Dicraeosaurinae behoorde. In 1994 werden er twee alternatieven geopperd. Jorge Calvo stelde dat het een soort was van de Titanosauridae en dus helemaal geen diplodocoïde. Die laatste groep zou al uitgestorven zijn. Paul Upchurch daarentegen stelde een eigen Nemegtosauridae voor, samen met Quaesitosaurus, als zustergroep van een tak bestaande uit de Diplodocidae en Dicraeosauridae en als laatste overlevende Diplodocoidea. De vondst van de titanosauriër Rapetosaurus, die ook een afhangende kop heeft, deed in de eenentwintigste eeuw de hypothese dominant worden dat Nemegtosaurus een, daarbij vrij afgeleide, titanosauride is. Gebruikt men in plaats van het begrip Titanosauridae de klade Lithostrotia dan kan daarvan een Nemegtosauridae zonder aanpassing van de naam deel uitmaken.

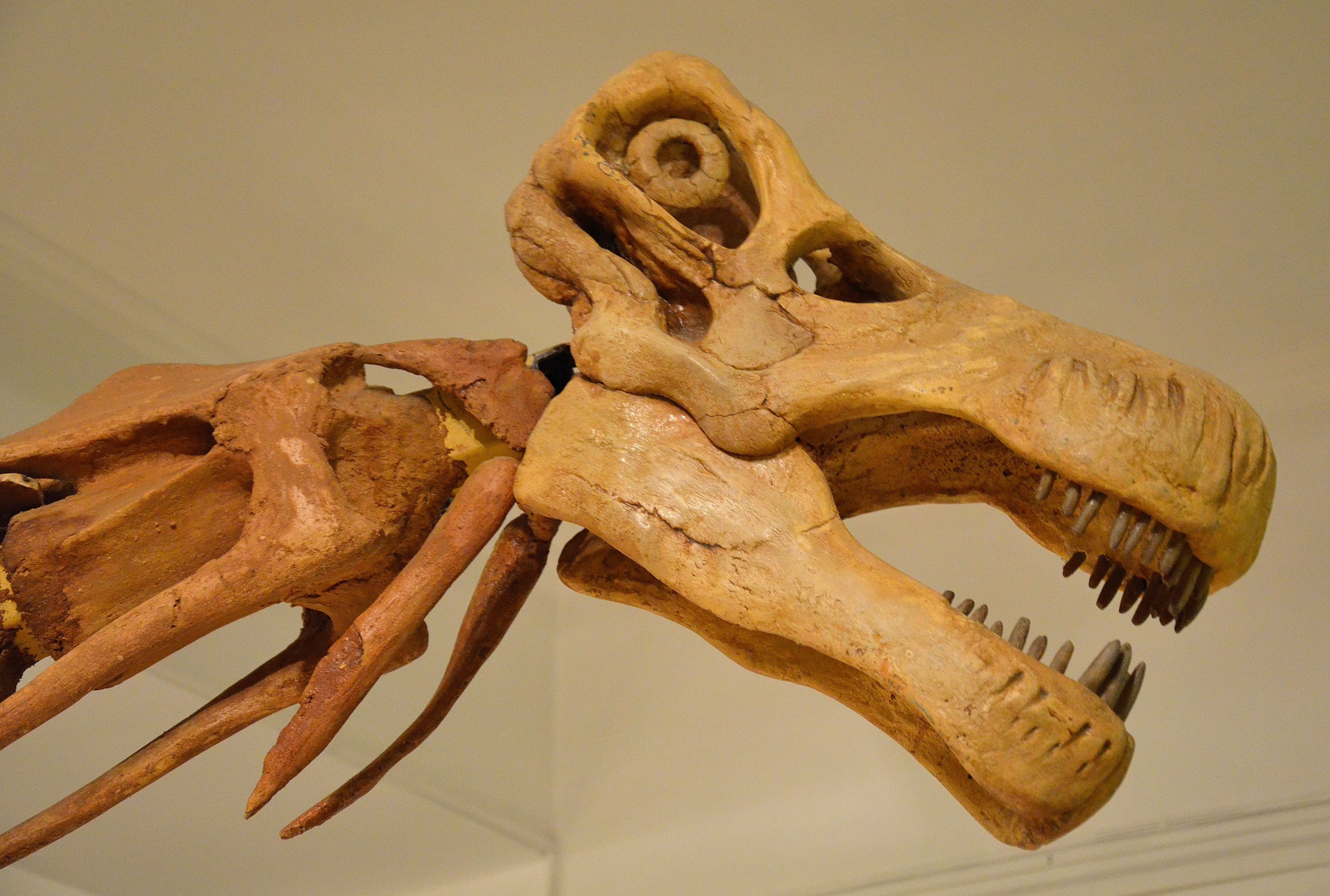
In deze opstelling zijn skelet en schedel weer verenigd

Dit bevestigt de al veel eerder geopperde mogelijkheid dat Nemegtosaurus als het ware de schedel is van de titanosauriër Opisthocoelicaudia die in dezelfde formatie gevonden is maar waarvan geen schedelmateriaal bekend is. Mocht het inderdaad zo zijn dan heeft de naam Nemegtosaurus prioriteit en is Opisthocoelicaudia het jongere synoniem. In 2019 werd deze mogelijkheid echter tegengesproken door een studie die een reeks van vijf sauropode ruggenwervels uit de formatie beschreef, specimen PIN 3837/P821 gevonden in 1949, welke niet van Opisthocoelicaudia waren. Er was dus nog een tweede titanosauriër in de habitat aanwezig. Dit zou bevestigd worden door het voorkomen van twee typen dijbeenderen.

## Levenswijze
Nemegtosaurus leefde in een warm en droog klimaat waarin echter voldoende regen viel om riviertjes en wat bosschages mogelijk te maken. Het is onduidelijk of het voedsel vooral op de grond of hoog in de bomen gezocht werd.